# Fronte di liberazione nani da giardino

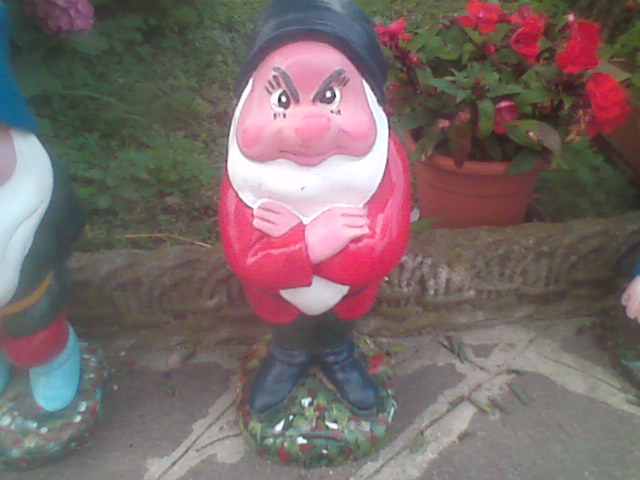
Un nano da giardino

Il fronte di liberazione nani da giardino (in francese Front de libération des nains de jardin, in acronimo FLNJ) è un movimento di ispirazione goliardica che ha lo scopo di liberare i nani da giardino, prelevando tali oggetti dai giardini privati e "liberandoli" nei boschi. 
Secondo gli aderenti, i nani, essendo completamente indifesi, sono preda di malvagie persone che li imprigionano nei loro giardini; essendo creature nate nei boschi, soffrono nel dover vivere intrappolati nei giardini, costretti a sorridere. Lo scopo del movimento è quello di liberare i nani riportandoli nel loro habitat naturale. La tradizione vuole che i nani ricambino la ritrovata gioia portando fortuna al loro liberatore. 
Il movimento trae le proprie radici in Francia intorno alla metà degli anni novanta e si è espanso sempre più, oltrepassando i confini francesi ed approdando anche in Italia dove però i liberatori non si limitano a "riportare" i nani nel bosco come in Francia, ma provvedono anche a liberare le loro anime dalla prigione in gesso in cui sono racchiuse, rompendoli (ed evitando così una nuova cattura).
Nonostante l'intento goliardico, le attività di tali movimenti sono illegali, consistendo in furti e violazioni di domicilio. Nel corso degli anni sono state presentate numerose denunce contro tali atti e, in alcuni casi, alcune persone sospette hanno dovuto comparire in tribunale e spiegare le proprie azioni.